# Malavika Sarukkai
Malavika Sarukkai, née en 1959 dans l'État du Tamil Nadu en Inde, est une danseuse classique et chorégraphe indienne, spécialise en particulier du bharata natyam.

## Biographie
Malavika Sarukkai grandit à Bombay et commence à apprendre le bharata natyam à l'âge de sept ans, se formant sous la direction de Kalyanasundaram Pillai (école Tanjavur) et Rajaratnam (école Vazhuvoor). Elle apprend également une autre danse classique, l’odissi, sous la direction de gourous renommés, Kelucharan Mohapatra et Ramani Ranjan Jena. Elle fait ses débuts à 12 ans à Bombay, puis revient à Madras, dans le sud de l'Inde . À 16 ans, elle décide de faire de la danse sa profession. Elle joue en Inde, et dans différents pays et lieux : dès 1985, elle est invitée ainsi au Festival d'automne à Paris. Elle revient régulièrement en France , mais se produit également à  New York, Los Angeles, Londres, etc.,,,,,. « Quand j'ai choisi de devenir danseuse à 16 ans, je ne savais pas si je pourrais gagner ma vie; c'est un long voyage, très dur », explique-t-elle en 1995, en précisant : « Aujourd'hui, la danse est devenue un phénomène de mode. La qualité baisse à cause de la prolifération des écoles. Il y a beaucoup trop de danseurs, trop de compétition et trop d'argent en jeu ». Pour sa part, elle veut  préserver les éléments clés du bharata natyam tout en fournissant une interprétation personnelle de la signification culturelle de cette danse.
Sa vie et son œuvre ont fait l’objet d’un documentaire, Samarpanam, commandé par le gouvernement indien. Elle figure également dans un documentaire télévisé de neuf heures de la BBC/WNET sous le titre de Dancing. The Unseen Sequence - Exploring Bharatanatyam Through the Art of Malavika Sarukkai est un autre documentaire sur son art qui a été présenté au Centre national des arts de la scène à Bombay.
Malavika Sarukkai a reçu de nombreux prix et distinctions, dont le prix Sangeet Natak Akademi Award du gouvernement indien en 2002,. En 2003, le gouvernement de l'Inde lui a de nouveau rendu hommage en lui remettant le prix Padma Shri, la quatrième plus haute distinction civile indienne,.